# Michael Philip Wood

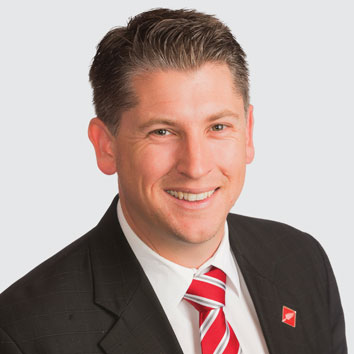
Michael Wood (2020)

Michael Philip Wood, in der Öffentlichkeit als Michael Wood bekannt, (* 1980 in Neuseeland) ist ein Politiker der New Zealand Labour Party.

## Leben
Michael Philip Wood wurde 1980 geboren. Er studierte an einer Universität, an welcher und welchen Abschluss er bekam, ist nicht bekannt.

## Berufliche Tätigkeit
Bevor Wood in die Politik ging, arbeitete er als Verkäufer und anschließend als Organisator und Verhandlungsführer für die Finance and Information Workers Union (finsec). Auch war er für die Organisation Habitat for Humanity tätig.

## Politische Karriere
Im Dezember 2016 trat Wood in einer Nachwahl für den bis dato von seinem Parteifreund Phil Goff gehaltenen Wahlkreis Mt Roskill an. Goff wurde zwei Monate zuvor zum Bürgermeister von Auckland gewählt und hatte damit seinen Sitz im Parlament aufgegeben. Mit einem Vorsprung von rund 6500 Stimmen vor dem zweitplatzierten Kandidaten gewann Wood den Wahlkreis und konnte so mit Wirkung vom 3. Dezember 2016 erstmals als Abgeordneter in das New Zealand Parliament einziehen.
Als Labour unter der Führung von Jacinda Ardern die Parlamentswahl 2017 gewann, wurde Wood noch nicht Teil des Cabinets, übernahm aber zahlreiche Rollen als Mitglied verschiedener Komitees, sowie den Vorsitz im Finanz und Ausgaben Komitee. Auch wurde er zum Parliamentary Under-Secretary des Ministers für Ethnic Communities ernannt.

### Ministerämter in der Regierung Ardern
Nach der Wiederwahl von Labour im November 2020 bildete Ardern ihre Regierung um. Wood wurde Mitglied des 2. Kabinett und mit folgenden Ministerposten betraut:

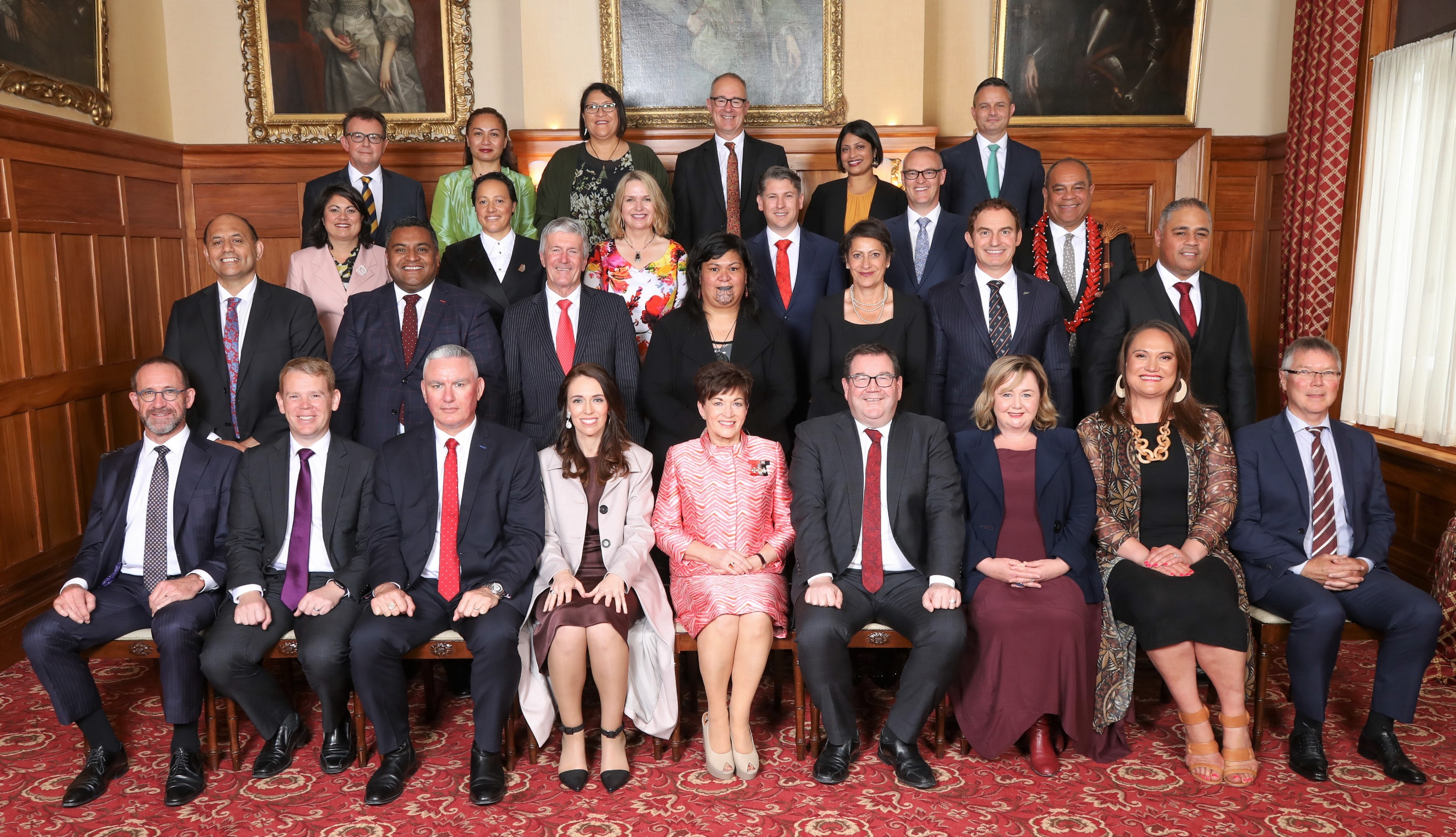
Michael Wood (2020)
3. von rechts in der dritten Reihe

| Minister                                    | vom              | bis             |
| ------------------------------------------- | ---------------- | --------------- |
| Minister of Transport                       | 6. November 2020 | 25. Januar 2023 |
| Minister for Workplace Relations and Safety | 6. November 2020 | 25. Januar 2023 |
| Deputy Leader of the House                  | 6. November 2020 | 14. Juni 2022   |
| Minister of Immigration                     | 14. Juni 2022    | 25. Januar 2023 |

### Ministerämter in der Regierung Hipkins
Mit dem Rücktritt von Jacinda Ardern als Premierministerin in der laufenden Legislaturperiode und der Übernahme des Amtes durch ihren Parteikollegen Chris Hipkins am 25. Januar 2023, blieben die Ministerämter von Wood unverändert.
| Minister                                    | vom             | bis           |
| ------------------------------------------- | --------------- | ------------- |
| Minister of Immigration                     | 25. Januar 2023 | 21. Juni 2023 |
| Minister of Transport                       | 25. Januar 2023 | 21. Juni 2023 |
| Minister for Workplace Relations and Safety | 25. Januar 2023 | 21. Juni 2023 |
| Minister for Auckland                       | 1. Februar 2023 | 21. Juni 2023 |
| Associate Minister of Finance               | 1. Februar 2023 | 21. Juni 2023 |

Quellen: Department of the Prime Minister and Cabinet New Zealand Parliament
Wood beendete seine Karriere im Kabinett Hipkins am 21. Juni 2023 mit seinem Rücktritt. Als Minister of Transport hatte er beim Eintritt in die Regierung seine Anteile am Auckland Airport nicht angegeben, womit man ihm einen Interessenskonflikt unterstellen konnte.
Mit der nachfolgenden regulären Parlamentswahl, die am 14. Oktober 2023 stattfand, verlor die Labour Party ihre Regierungsmehrheit an die New Zealand National Party. Wood verlor seinen Wahlkreis Mt Roskill mit knapp 39 % an einen Kandidaten der National Party und konnte auch seinen Wiedereinzug ins Parlament über die Liste seiner Partei nicht realisieren.

## Familie
Wood ist mit seiner Frau Julie verheiratet und hat drei Söhne.